# Timo Kastening
Timo Kastening, född 25 juni 1995 i Stadthagen, är en tysk handbollsspelare som spelar för MT Melsungen. Han är vänsterhänt och spelar som högersexa.

## Landslagskarriär
Kastening debuterade för Tysklands landslag den 9 mars 2019 i en match mot Schweiz. Han var en del av Tysklands lag vid EM 2020 och VM 2021.

## Meriter
- Årets handbollsspelare i Tyskland: 2019